# Габела II (Кротоне)
Габела II је насеље у Италији у округу Кротоне, региону Калабрија.
Према процени из 2011. у насељу је живело 31 становника. Насеље се налази на надморској висини од 5 м.